# ジェフリー (映画)
『ジェフリー!』（Jeffrey）は、1995年公開のアメリカ映画。ポール・ラドニック原作による同名ブロードウェイ劇の映画化作品。
エイズを恐れて「セックス断ち」したゲイの男性をめぐるハートフルコメディ。

## ストーリー
ニューヨークでゲイライフを謳歌していたジェフリーは、ある時、HIV感染への心配が昂じて禁欲を決意する。ところがある日、ジムで出会ったスティーヴに一目惚れしてしまい、思い悩むジェフリー。友人のスターリングとダリアスに諭されてスティーヴと再会したものの、彼から HIVポジティヴの事実を打ち明けられる。

## キャスト
※括弧内は日本語吹き替え
- ジェフリー - スティーヴン・ウェバー（江原正士）
- スターリング - パトリック・スチュワート（納谷六朗）
- スティーヴ - マイケル・T・ウェイス（中多和宏）
- ダリアス - ブライアン・バット（小杉十郎太）
- デブラ - シガニー・ウィーバー（一城みゆ希）
- ティム - ヴィクター・ガーバー
- ダン神父 - ネイサン・レイン（稲葉実）
- 男 - デヴィッド・ソーントン
- デブラの信者 - キャシー・ナジミー（さとうあい）
- マーカンジェロ夫人 - オリンピア・デュカキス（鈴木れい子）
- アン・マーウッド・バートル - クリスティーン・バランスキー